# Willingdon Island
Willingdon Island är en ö i Indien.   Den ligger i delstaten Kerala, i den södra delen av landet, 2 100 km söder om huvudstaden New Delhi.